# Мезвришвили, Элико Ивановна
Элико Ивановна Мезвришвили (1912 год, село Велисцихе, Сигнахский уезд, Тифлисская губерния, Российская империя — неизвестно, село Велисцихе, Гурджаанский район, Грузинская ССР) — звеньевая колхоза села Велисцихе Гурджаанского района, Грузинская ССР. Герой Социалистического Труда (1960).

## Биография
Родилась в 1912 году в крестьянской семье в селе Велисцихе Сигнахского уезда. После окончания местной школы трудилась в сельском хозяйстве. С 1930-х годов — рядовая колхозница колхоза «Ленинис Андердзи» (после объединения в начале 1950-х годов с местным колхозом имени Орджоникидзе — колхоз села Велисцихе) Гурджаанского района. В послевоенное время была назначена звеньевой виноградарского звена.
Звено под её руководством ежегодно получало высокие урожаи винограда. Указом Президиума Верховного Совета СССР от 7 марта 1960 года удостоена звания Героя Социалистического Труда «в ознаменование 50-летия Международного женского дня, за выдающиеся достижения в труде и особо плодотворную общественную деятельность» с вручением ордена Ленина и золотой медали «Серп и Молот» (№ 8347).
После выхода на пенсию проживала в родном селе Велисцихе. Дата смерти не установлена.